# Джонс, Мик (гитарист Foreigner)
Майкл Лесли «Мик» Джонс (англ. Michael Leslie "Mick" Jones; род. 27 декабря 1944, Лондон) — британский гитарист, автор песен, продюсер, наиболее известен как член и создатель рок-группы Foreigner. До Foreigner, играл в группе Spooky Tooth.

## Жизнь и карьера
Он начал свою музыкальную карьеру в начале 1960-х годов в качестве члена группы Nero and the Gladiators, которая выпустила в Англии два не очень популярных сингла в 1961 году. После распада коллектива, Джонс работал в качестве автора песен и сессионного музыканта во Франции для таких артистов, как Sylvie Vartan и Johnny Hallyday («Французский Элвис»), для которых он написал много песен, в том числе «Je suis né Dans La Rue» и «Tout casser» (играет в паре с Джимми Пейджом на гитаре).
Покинув Францию, Джонс вернулся обратно в Англию, где встретил Гари Райта. Они сформировали Wonderwheel в 1971 году, а в 1972 Джонс и Райт переформовали в Spooky Tooth. После Джонс успел стать членом Leslie West Band. Он также сыграл гитарные партии на таких альбомах как: Wind of Change (1972) для Питера Фрэмптоном и Dark Horse (1974) для Джорджа Харрисона.
В 1976 Мик Джонс сформировал Foreigner с Яном Макдональдом и пригласил вокалиста Лу Грэмма. Джонс стал сопродюсером всех альбомов группы и соавтором большинства своих песен вместе с Грэммом. Также Джонс написал для группы самый успешный сингл I Want to Know What Love Is. Напряженность стала нарастать в Foreigner в конце 1980-х годов — она вызвана разницей в музыкальном вкусе между вокалистом Грэммом, который больше тяготел к тяжелому року, в отличие от любви Джонса к более мягкому звучанию, с использованием синтезатора. Грэмм покинул группу в 1990 году, но вернулся в 1992 году. В 1989 году Джонс выпустил свой единственную сольную пластинку под названием Mick Jones на лейбле Atlantic Records. Тем не менее, он единственный музыкант Foreigner, который сыграл на каждом альбоме группы.
В промежутках между работой в Foreigner, Джонс также сотрудничал в качестве продюсера таких альбомов, как Van Halen’s 5150 (1986) и Билли Джоэла «Storm Front» (1989).
Он написал в соавторстве с Эриком Клэптоном песню Bad Love c альбома Journeyman, а в 2002 стал соавтором песни Дункана Шейка «On Her Mind». В конце 1990-х и в начале 2000-х годов, Мик Джонс играл с Bill Wyman's Rhythm Kings.

## Работа в качестве продюсера
Кроме альбомов Foreigner, Джонс спродюсировал:
- 5150 — Van Halen (1986)
- Fame and Fortune — Bad Company (1986)
- Dead, White and Blue — Flesh & Blood (1989)
- Save The Last Dance For Me — Ben E. King (1989)
- Storm Front — Billy Joel (1989)
- In Deep — Tina Arena (1997)
- Beyond Good and Evil — The Cult (2001)